# Васильчиков Олексій Васильович
Васильчиков Олексій Васильович (20 вересня 1776 — 30 квітня 1854) — онук Гетьмана України Кирила Розумовського та рідний брат статс-дами Марії Кочубей. Державний діяч Російської імперії, дійсний таємний радник, сенатор.

## Життєпис
Онук останнього гетьмана України Кирила Розумовського. Старший син камергера Василя Васильчикова і графині Ганни Розумовської. Його сестра Марія Кочубей була дружиною голови уряду князя Віктора Кочубея, який сприяв кар'єрі шурина. Наступнику ж Кочубея на цій посаді, князю І. Васильчикову, він припадав троюрідним братом.
Кар'єру починав камер-юнкером у дипломатичному відомстві (під начальством свого дядька графа Андрія Розумовського) при посольстві у Відні. Потім перебував при імператорському дворі в чинах дійсного камергера і шталмейстера. За відгуками сучасників, він був людиною вельми пересічною, але доброю.
Розбагатів і висунувся вже у зрілому віці, отримавши значну частину спадщини братів своїх батьків — Олександра Васильчикова (одного з фаворитів Катерини II) і графа Олексія Розумовського (міністра народної освіти). Одружившись, придбав і перебудував для своєї сім'ї особняк на розі Великої Морської і Поштамського провулка.
Найбільший кар'єрний успіх супроводжував Васильчикова під час управління богоугодними закладами (Маріїнське відомство). Він керував Будинком вдів, Санкт-Петербурзьким і Гатчинським виховними будинками, Маріїнською лікарнею, Сільською експедицією, Маріїнським сирітським відділенням при соборі всіх навчальних закладів, а також брав участь в опікунській раді закладів громадського піклування. У 1833 пробив у цензурному комітеті дозвіл на видання першого в Російській імперії «Педагогічного журналу».

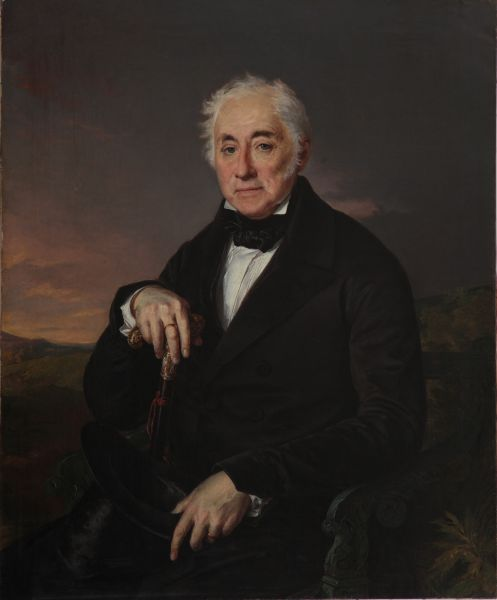
На портреті Тропініна (1851)

З 10 червня 1820 — сенатор. Член Імператорського мінералогічного товариства. Після виходу у відставку в 1838 відвіз дітей до Київської губернії, де сподівався вберегти їх від розпусного впливу світського життя.
У 1841 Васильчикові з дітьми на два роки виїхали до Європи, а після повернення вирішили облаштуватися у Москві.
За свідченням сучасниці, Васильчиков був «дуже мовчазним, холодним у поводженні, високого зросту, гарний обличчям і з дуже рідким волоссям на голові». Як відзначав ще князь Микола Михайлович, коли мемуаристи пишуть про Олексія Васильчикова, складно визначити, чи мають вони на увазі голову Удовиного будинку або його повного тезку — троюрідного брата Олексія Васильчикова (1780—1833), який у свій час з ним служив сенатором (з 16.04.1828), і теж в чині дійсного таємного радника.
Подружжя Васильчикових жило в Москві на старовинний манер, що відповідавслов'янофільським переконанням господаря будинку. В кінці 1840-х щосереди вони давали у себе в будинку «чудові вечори, на які з'їжджався весь цвіт московського суспільства» і де «з великою витонченістю прибирав буфет дворецький італієць Пілеті, який приїхав з Парижа».
Васильчиков помер у 77 років, дружина пішла за ним через рік. Подружжя покоїться в Малому соборі Донського монастиря. Незадовго до смерті художник В. Тропінін зобразив О. Васильчикова на портреті, який був переданий його спадкоємцями в розпорядження Румянцевського музею. Про високе становище зображеного аристократа кажуть «впевнена постава, офіційна поза, гордовитий вираз обличчя, стиснуті губи і холодний погляд»; у колишнього сенатора рідке сиве волосся і «руки з тонкої шкіри, що просвічується».

## Родина

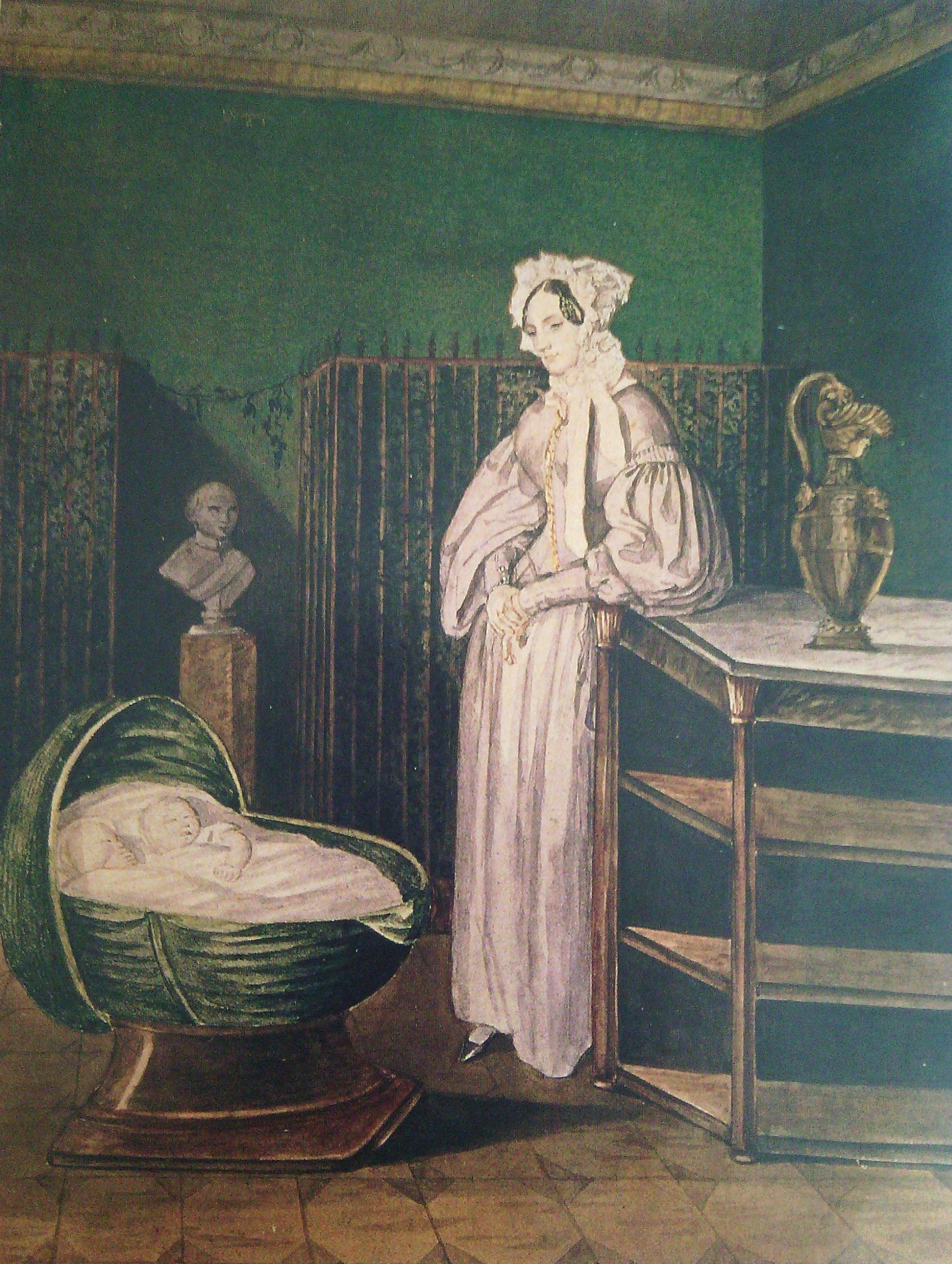
Олександра Архарова зі старшими дітьми-близнюками

У сім'ї Васильчикова була першою його розумна і набагато молодша за нього дружина Олександра Архарова (1795–1855), донька московського військового губернатора І. Архарова і відомої петербурзької барині Катерини. За влучним висловом племінника, це була «жінка високої чесноти, постійно заклопотана вихованням своїх дітей». Для вузького кола знайомих тримала в Москві 1840-х салон, де пікірувалися західники і слов'янофіли. У шлюбі мала дітей:
- Катерина (18.02.1821 — до 1825)
- Анна (Ліна, 1823–1890), дружина з 1845[10] графа Павла Баранова.
- Василь (1825–1861), недоумкуватий; в 1831 в якості гувернера до нього був запрошений абсолютно невідомий тоді Микола Гоголь, який прожив на цьому положенні кілька місяців в будинку Васильчикових.
- Катерина (1825–1888), близнючка з братом, фрейліна, дружина з 1850 князя В.Черкаського.
- Софія (27.04.1827 — 13.09.1827), хрещена в Ісаакієвському соборі, хрещениця А. Рібоп'єра і графині С. Соллогуб[11].
- Петро (1829–1898), камергер; одружений з графинею Євгенією Орловою-Давидовою; їхня донька Євгенія вийшла заміж за князя А. Волконського.
- Олександр (1832–1890), історик, гофмейстер, директор Імператорського Ермітажу; одружений з графинею Ольгою Олсуф'євою.

## Галерея

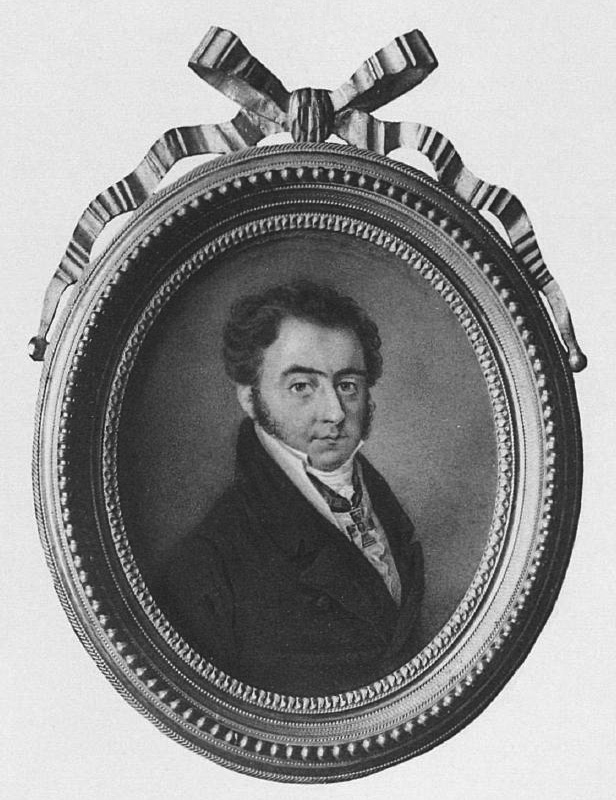
Олексій
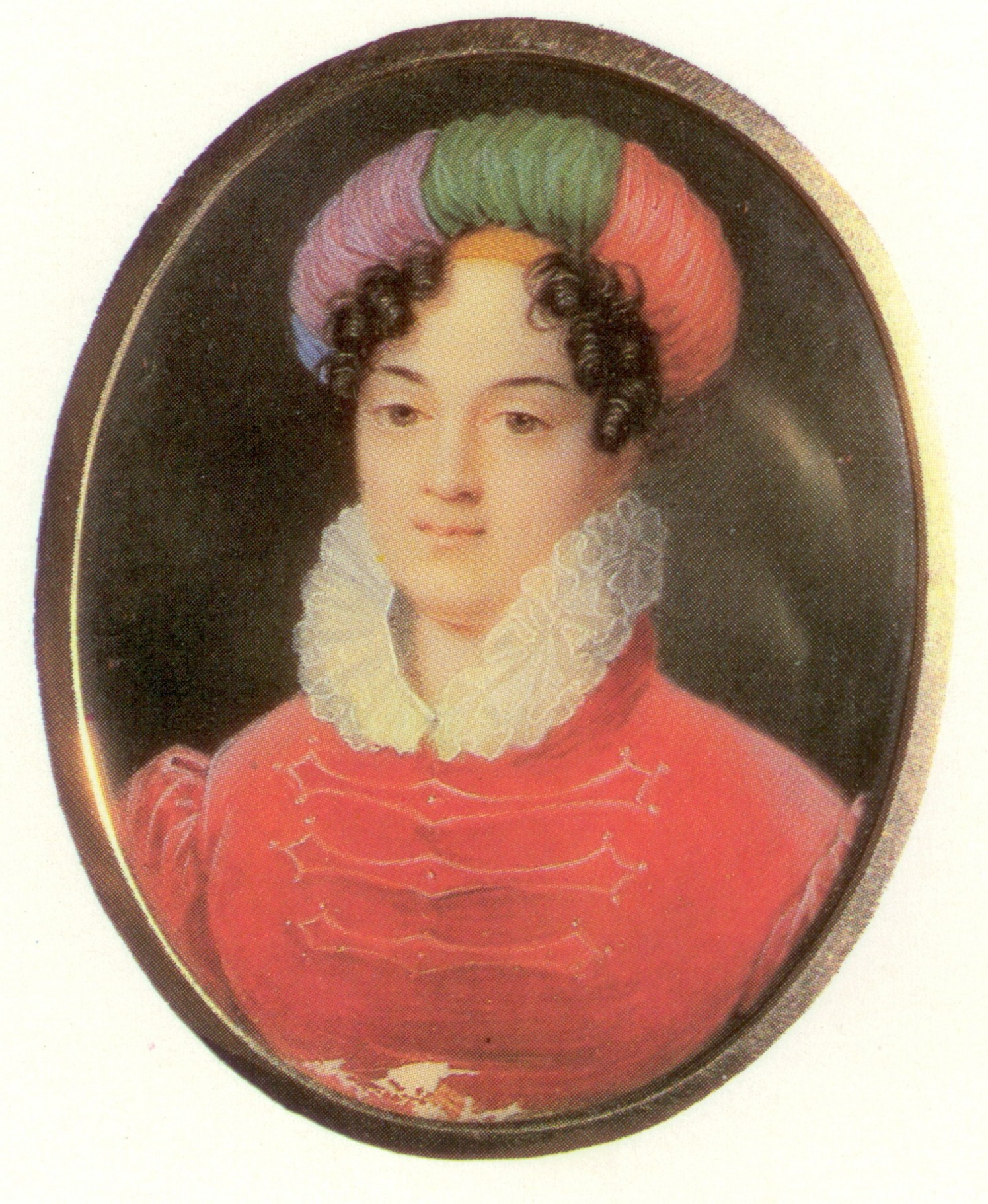
Олександра
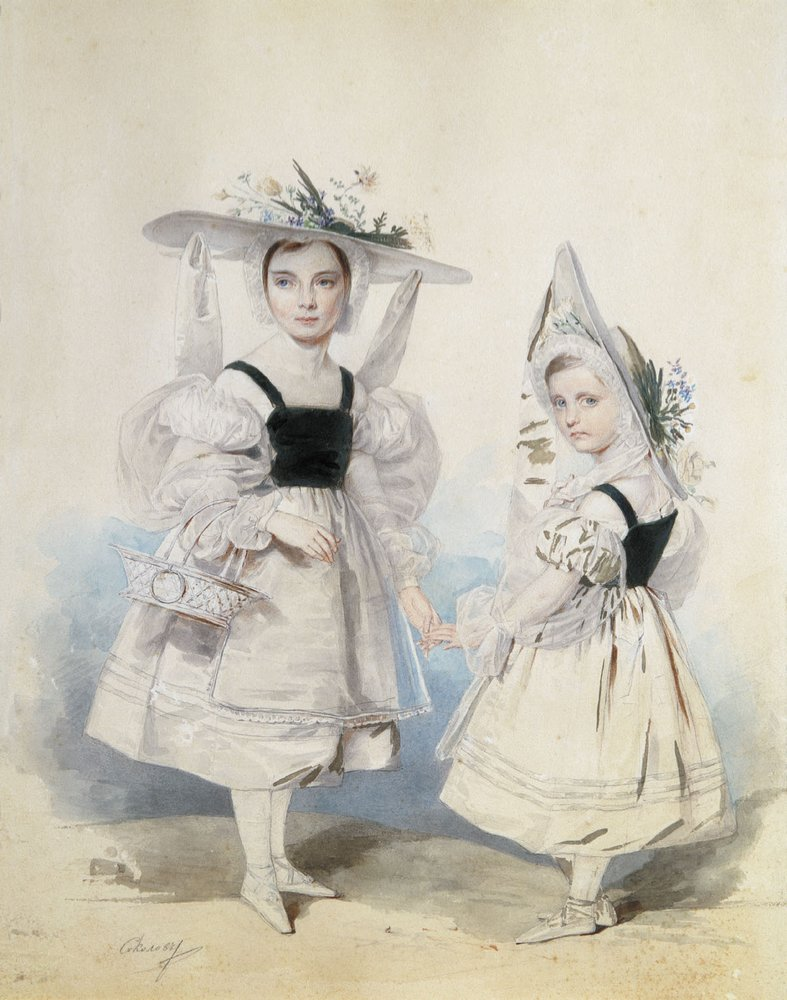
Доньки Анна і Катерина
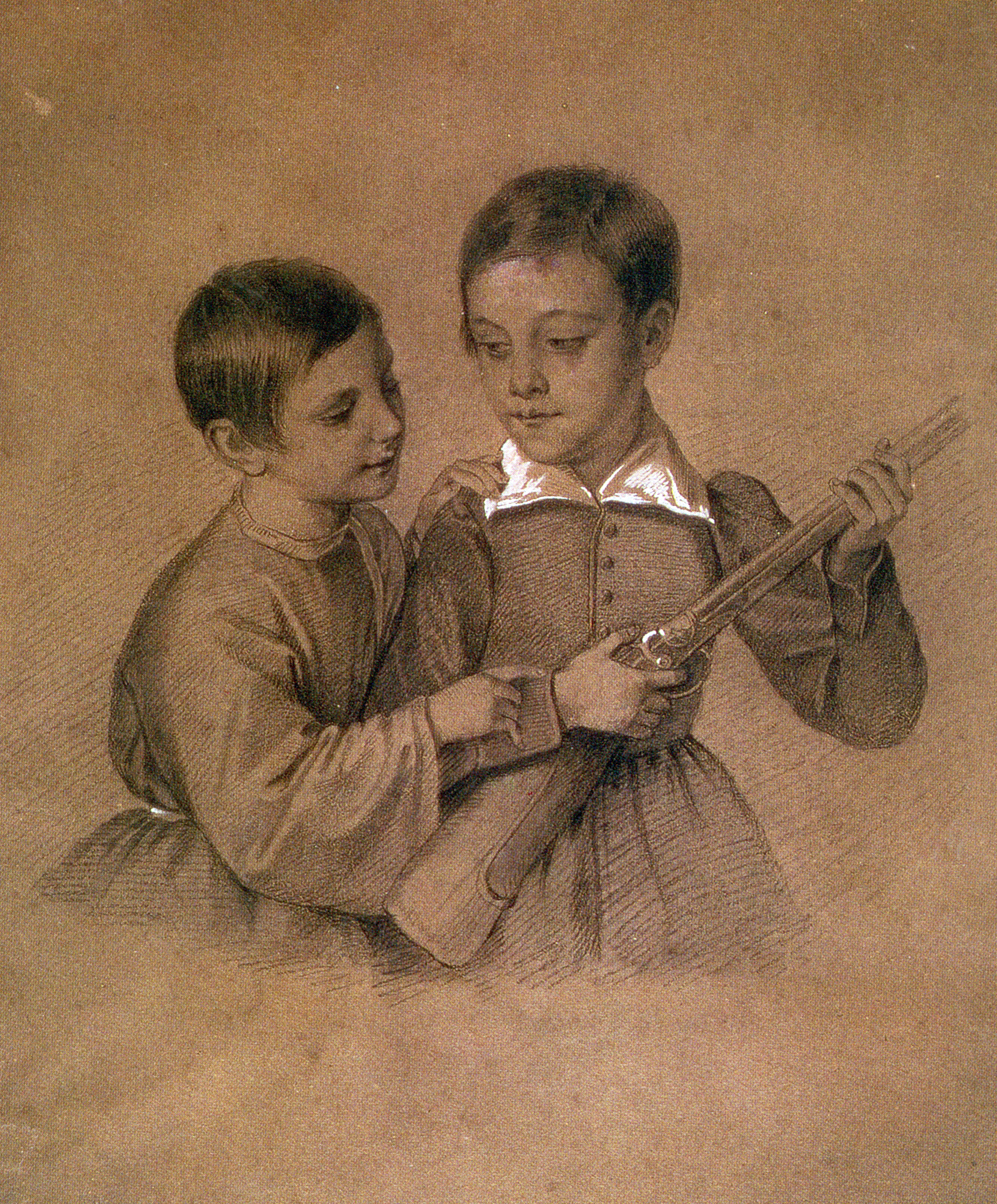
Сини Олександр і Петро